# Walsleben (Adelsgeschlecht)

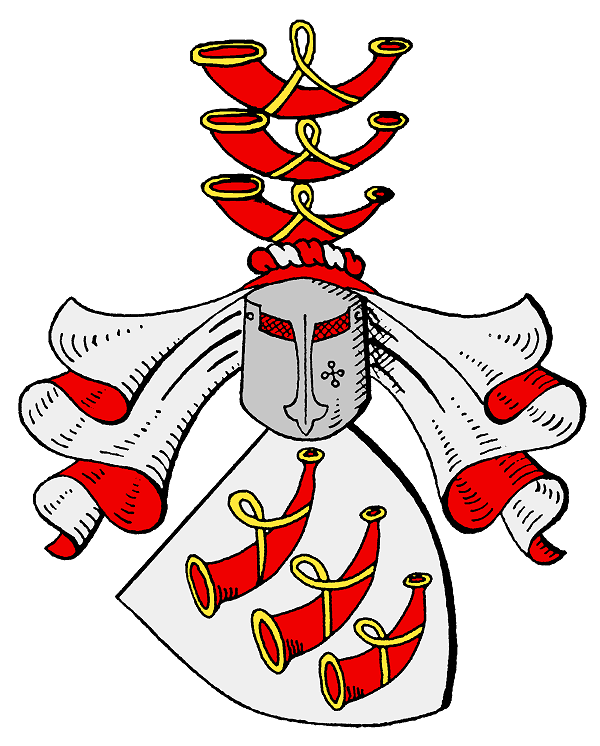
Wappen derer von Walsleben

Walsleben ist der Name eines alten pommersch-mecklenburgischen Adelsgeschlechts.

## Geschichte
Die Walsleben sollen ihren Namen vom altmärkischen Ort Walsleben entlehnen, der auch als Stammsitz des Geschlechts angesehen wird. Das Wappen des Ortes hat auch die drei Hörner der Walsleben in sein Wappen aufgenommen. Ebenfalls als Stammsitz oder wenigstens Besitz der Familie wird gelegentlich das ruppinische Walsleben aufgeführt, möglich dass dieser Ort umgekehrt seinen Namen den Walsleben verdankt.
Johannes de Walsleue trat bereits im Jahr 1243 als Zeuge für Herzog Wartislaw III. von Pommern auf, und erschien erneut urkundlich als Johannes de Walsleue et frater suus, milites am 27. Mai 1244.
Bereits 1244 sollen die Walsleben mit Wedige von Walseben anlässlich der zweiten Heirat Fürst Pribislaws nach Mecklenburg gelangt sein, wo sie Beseritz (Amt Stargard) und Priepert (Amt Fürstenberg) als Lehen erhielten.
Das Geschlecht teilte sich in die Linien Wodarg-Werder, Leistenow-Buschmühl und Zarnekow. Während die pommerschen Linien im 18. Jahrhundert ihren Ausgang fanden, bestand die mecklenburgische fort und konnte sich nach Württemberg ausbreiten.
Im Einschreibebuch des Klosters Dobbertin befinden sich vier Eintragungen von Töchtern der Familien von Walsleben aus Neuendorf und Lüsewitz von 1768 bis 1832 zur Aufnahme in das dortige adelige Damenstift. Agnesa Philippina Elisabeth v. Walsleben a. d. H. Neuendorf verstarb am 17. September 1824 in Dobbertin.

## Besitz
Im Zeitraum vom 13. bis zum 18. Jahrhundert hatten die Walsleben in Vorpommern zahlreiche Güter und Dörfer in ihrem Besitz. Genannt werden: Beggerow, Buschmühl, Cadow/Kadow (bei Anklam), Damerow, Dargitz, Ganschendorf, Gatschow, Gramzow, Gülz, Hagen (Heinrichshagen im Kreis Randow), Jagetzow, Kentzlin, Kessin, Conerow, Kummerow, Leistenow (bis 1756), Leuschentin, Lindenberg, Müggenburg, Panschow, Pritzenow, Sarow/Saarow, Schossow, Steinkrug, Törpin, Tützpatz, Wodarg und Utzedel.
In Mecklenburg wird Zarchelin im Amt Plau im Jahr 1253 als frühester Besitz der Familie genannt. Im 15. Jahrhundert Wodarg, im 16. Jahrhundert besaßen sie auch Beseritz, im 17. Jahrhundert kamen Pleetz und Priepert, zur Jahrhundertwende Damerow, Passow, Dobbin und Groß Poserin hinzu. Im 18. Jahrhundert besaßen sie auch Groß und Klein Lüsewitz, Neuendorf und Woltow, letzteres bis 1808. Die Güter Karow, Damerow, Horst und Werder gehörten ebenfalls zum historischen mecklenburgischen Besitz der Familie. Von 1745 bis 1871 besaßen die seit 1770 auf Neuendorf bei Rostock gesessenen Walsleben Petschow nebst Wolfsberg.
Im 18. Jahrhundert besaßen die Walsleben die beiden schwarzburgischen Güter Fröbitz und Köditz.

## Wappen

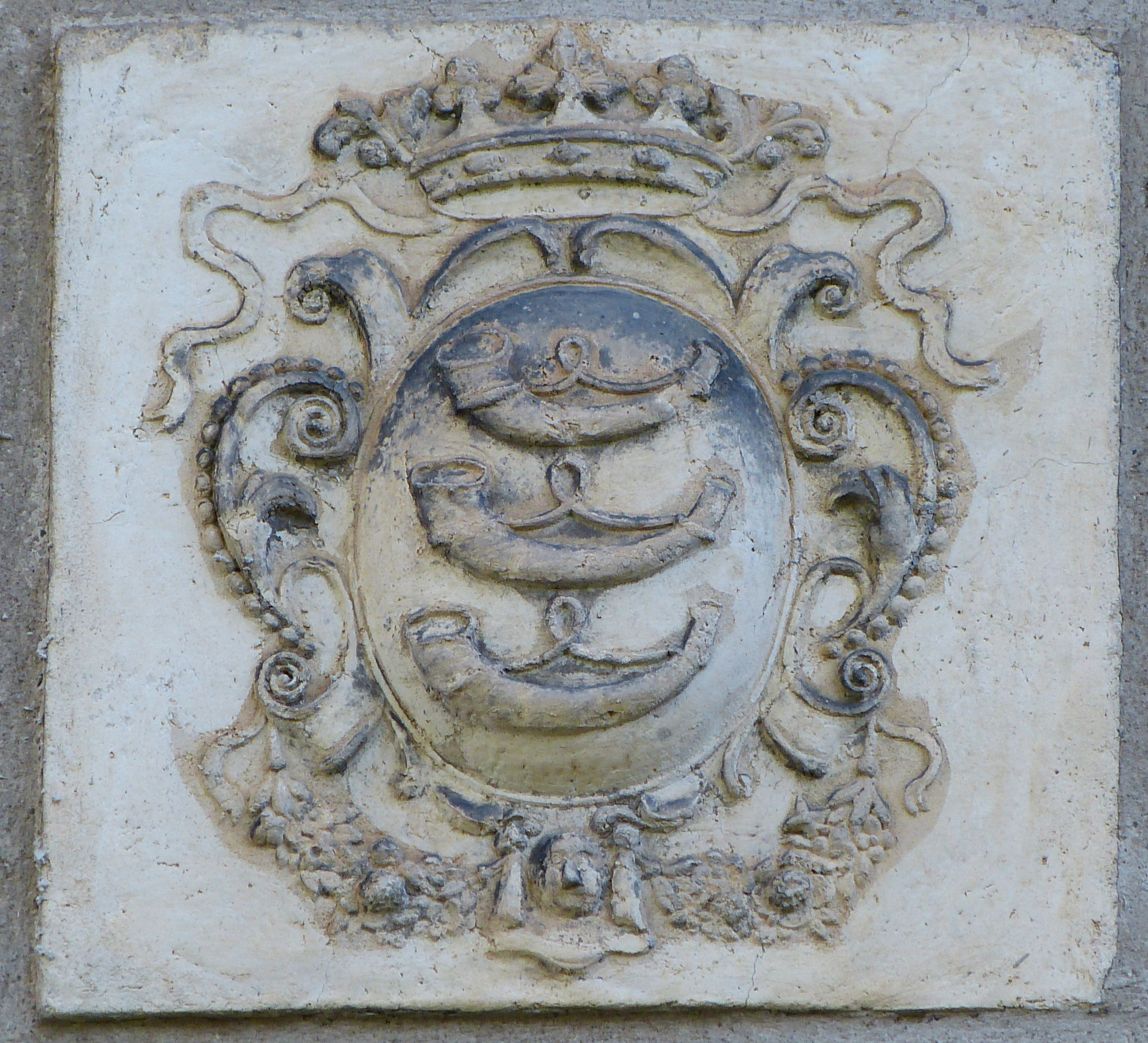
Wappen an der Kirche in Wodarg

- Das Stammwappen zeigt in Silber drei rote, gold beschlagene und beschnürte Hifthörner übereinander. Auf dem Helm mit rot-silbernen Decken die drei Hifthörner übereinander.

## Namensträger
- Ernst Christian von Walsleben, Landrat in Wolgast zum Ende des 16. Jahrhunderts
- E.M. von Walsleben († nach 1735), Kriegskommissar (erwähnt 1723–1729), Landrat (erwähnt 1730–1735)
- Reimar Wedig von Walsleben, Erbherr auf Karow († 24. Dezember 1743), dessen älteste Tochter Margaretha Elisabeth heiratete am 4. April 1720 in Karow den Rittmeister Hans Reimar Ehrenreich von Walsleben († 17. August 1758), Erbherr auf Damerow, Karow, Wodarg und Werder (letztere bei Altentreptow)
- Ernst Sigismund von Walsleben (* 1690; † nach 1750), 1721–1743 Landrat im Kreis Demmin-Treptow, Erbherr auf Kessin[4]
- Detlof Philipp von Walsleben (* 1744; † 1790), mecklenburgischer Reisemarschall, Erbherr auf Lüsewitz
- Friedrich Ludwig von Walsleben († nach 1813), königlich württembergischer Generalmajor und Brigadier, Ritter des Militärverdienstorden am 22. Mai 1813 zum königlichen Kriegsdepartement versetzt
- Manfred von Walsleben, Bürgermeister von Tramm (Mecklenburg)
- Marcel von Walsleben-Schied (* 1983), Fußballspieler, trägt seit seiner Heirat diesen Namen.